# Ceków-Kolonia (gmina)
Ceków-Kolonia (do 1954 gmina Ceków) – gmina wiejska w województwie wielkopolskim, w powiecie kaliskim z siedzibą w Cekowie-Kolonii.
Według danych z 31 grudnia 2024 gmina liczyła 4708 mieszkańców; zamieszkuje ją 5,7% ludności powiatu kaliskiego.

## Położenie
Według danych z 1 stycznia 2024 powierzchnia gminy Ceków-Kolonia wynosiła 88,3 km².
Gmina położona jest w północno-wschodniej części powiatu kaliskiego, w dolinie Swędrni (obszar Natura 2000) i Żabianki, w południowo-wschodniej Wielkopolsce.
Przez teren gminy Ceków-Kolonia przebiega droga wojewódzka:
- 470 Kalisz – Kościelec

## Przynależność administracyjna
| Gmina Ceków-Kolonia | Gmina Ceków-Kolonia                       |
| Okres               | Jednostka administracyjna                 |
| ------------------- | ----------------------------------------- |
| 1975–1998           | województwo kaliskie                      |
| 1999–               | województwo wielkopolskie, powiat kaliski |

## Zabytki
Obiekty wpisane w rejestr zabytków województwa wielkopolskiego:
| - Ceków - poczta (1 poł. XIX w.) - stajnia (1 poł. XIX w.) - Kamień - dwór (k. XVIII w.) - spichrz (pocz. XIX w.) - park (poł. XIX w.) | - Kosmów - drewniany kościół pw. św. Wawrzyńca (1691) - Przespolew Pański - kościół pw. św. Katarzyny i MB Pocieszenia (1910–1914) |

## Demografia

### Ludność
| Liczba mieszkańców gminy Ceków-Kolonia według danych GUS | Liczba mieszkańców gminy Ceków-Kolonia według danych GUS | Liczba mieszkańców gminy Ceków-Kolonia według danych GUS | Liczba mieszkańców gminy Ceków-Kolonia według danych GUS | Liczba mieszkańców gminy Ceków-Kolonia według danych GUS |
| Rok (stan na 1 stycznia)                                 | Liczba ludności                                          | Przyrost                                                 | Gęst. zaludnienia [os./km²]                              | Powierzchnia [km²]                                       |
| -------------------------------------------------------- | -------------------------------------------------------- | -------------------------------------------------------- | -------------------------------------------------------- | -------------------------------------------------------- |
| 2015                                                     | 4835                                                     | –                                                        | 55                                                       | 88,31                                                    |
| 2016                                                     | 4817                                                     | 18                                                       | 55                                                       | 88,31                                                    |
| 2017                                                     | 4782                                                     | 35                                                       | 54                                                       | 88,31                                                    |
| 2018                                                     | 4786                                                     | 4                                                        | 54                                                       | 88,31                                                    |
| 2019                                                     | 4780                                                     | 6                                                        | 54                                                       | 88,31                                                    |
| 2020                                                     | 4746                                                     | 34                                                       | 54                                                       | 88,31                                                    |

### Wskaźnik maskulinizacji
| Wskaźnik maskulinizacji (stan na 31 grudnia 2024) | Wskaźnik maskulinizacji (stan na 31 grudnia 2024) | Wskaźnik maskulinizacji (stan na 31 grudnia 2024) | Wskaźnik maskulinizacji (stan na 31 grudnia 2024) | Wskaźnik maskulinizacji (stan na 31 grudnia 2024) |
| Opis                                              | Ogółem                                            | Ogółem                                            | Kobiety                                           | Mężczyźni                                         |
| ------------------------------------------------- | ------------------------------------------------- | ------------------------------------------------- | ------------------------------------------------- | ------------------------------------------------- |
| populacja                                         | 4708                                              | 100%                                              | 50,3%                                             | 49,7%                                             |

## Miejscowości
Miejscowości wg TERYT:
| Wsie sołeckie - Beznatka - Ceków - Ceków-Kolonia - Gostynie - Kamień - Kosmów - Kosmów-Kolonia - Kuźnica - Morawin - Nowa Plewnia - Nowe Prażuchy - Plewnia - Podzborów - Przedzeń - Przespolew Kościelny - Przespolew Pański - Stare Prażuchy - Szadek | Części wsi - Bielawy - Bystrek - Cierpiatka - Huta - Jezioro (część wsi Stare Prażuchy) - Kamień-Kolonia - Karczemka (część wsi Nowe Prażuchy) - Korek - Magdalenów - Malcówka (część wsi Kosmów) - Odpadki - Olendry - Orli Staw - Orzeł - Paździerowiec (część wsi Kosmów-Kolonia) - Radzany - Szadykierz - Świdle |

## Sąsiednie gminy
| Gmina    | Powiat  | Województwo   |
| -------- | ------- | ------------- |
| Kawęczyn | turecki | wielkopolskie |
| Koźminek | kaliski | wielkopolskie |
| Lisków   | kaliski | wielkopolskie |
| Malanów  | turecki | wielkopolskie |
| Mycielin | kaliski | wielkopolskie |
| Opatówek | kaliski | wielkopolskie |
| Żelazków | kaliski | wielkopolskie |